# Максіміліан Улльманн
Максіміліан Улльманн (нім. Maximilian Ullmann, нар. 17 червня 1996, Лінц) — австрійський футболіст, захисник італійської «Венеції».
Виступав, зокрема, за клуби ЛАСК (Лінц) та «Рапід» (Відень), а також молодіжну збірну Австрії.

## Клубна кар'єра
Народився 17 червня 1996 року в місті Лінц. Вихованець клубу «Пашинг», з якого 2010 року потрапив до Академії Лінца. У січні 2014 року він залишив академію і повернувся до рідного «Пашинга», де став виступати за першу команду в Регіональній лізі, провівши там загалом 28 ігор.
З літа 2014 року «Пашинг» став фарм-клубом ЛАСКа (Лінц) і став виступати під назвою «Пашинг/ЛАСК Юніорс». Завдяки цьому Улльманн паралельно став виступати за ЛАСК у Першій лізі і у сезоні 2016/17 допоміг клубу виграти дивізіон та вийти до Бундесліги. 2018 року «Юніорс» перестав бути фарм-клубом ЛАСКа і Улльманн продовжив виступи виключно у складі клуба з Лінца, де був основним гравцем і за підсумками сезону 2018/19 став з командою віце-чемпіоном Австрії.
18 липня 2019 року Максіміліан перейшов у «Рапід» (Відень), підписавши з командою трирічний контракт. У столичній команді теж одразу став основним захисником і допоміг команді двічі поспіль у 2020 і 2021 роках стати віце-чемпіоном країни.

## Виступи за збірні
У квітні 2014 року зіграв один матч у складі юнацької збірної Австрії (U-18), після чого з командою до 19 років поїхав на юнацький чемпіонат Європи 2015 року у Греції, де зіграв лише в одному матчі проти України (2:2), а його збірна не вийшла з групи. загалом на юнацькому рівні взяв участь у 3 іграх.
Протягом 2017–2019 років залучався до складу молодіжної збірної Австрії, з якою був учасником молодіжного чемпіонату Європи 2019 року в Італії та Сан-Марино. На цьому турнірі Максіміліан зіграв у двох іграх, а його команда не вийшла з групи. Всього на молодіжному рівні зіграв у 17 офіційних матчах, забив 2 голи.

## Титули і досягнення
- Володар Кубка Австрії:

«Вольфсбергер»: 2024/25